# Бурбаре
Бурбаре (фр. Bourgbarré) насеље је и општина у северозападној Француској у региону Бретања, у департману Ил и Вилен која припада префектури Рен.
По подацима из 2011. године у општини је живело 3551 становника, а густина насељености је износила 250,07 становника/km². Општина се простире на површини од 14,2 km². Налази се на средњој надморској висини од 43 метара (максималној 104 m, а минималној 27 m).

## Демографија
| 1962. | 1968. | 1975. | 1982. | 1990. | 1999. | 2011. |
| ----- | ----- | ----- | ----- | ----- | ----- | ----- |
| 819   | 855   | 1.139 | 1.709 | 2.004 | 2.322 | 3.551 |

График промене броја становника у току последњих година